# Сі Джей Іган-Райлі
Конрад Джейден Іган-Рейлі (англ. Conrad Jaden Egan-Riley, нар. 2 січня 2003, Манчестер, Англія) — англійський футболіст, захисник клубу «Бернлі».

## Ігрова кар'єра

### Клубна
Сі Джей Іган-Райлі народився у місті Манчестер і у віці семи років вступив до клубної академії «Манчестер Сіті». 21 вересня 2021 року футболіст провів першу гру в основі «Манчестер Сіті» у матчі Кубка ліги проти «Вікомб Вондерерз». Також 9 березня 2022 року Іган-Райлі вийшов в основі на гру Ліги чемпіонів проти португальського «Спортінга». 8 травня 2022 року захисник провів єдину гру за «Манчестер Сіті» в чемпіонаті країни, коли вийшов на заміну у другому таймі проти «Ньюкасл Юнайтед».
Влітку 2022 року Іган-Райлі перейшов до клубу Чемпіоншип «Бернлі». Другу половину сезону 2022/23 футболіст провів в оренді в шотландському «Гіберніан». Ще один раз футболіст відправлявся в оренду — в нідерландський Йонг ПСВ, де грав до кінця сезону 2023/24.

### Збірна
На міжнародному рівні Іган-Райлі починав грати з юнацьку збірну Ірландії (U-16). Та в подальшому він грав в юнацьких збірних Англії.

## Досягнення

### Збірні
- Чемпіон Європи серед молодіжних команд: 2025